# Symphanes striolata
Symphanes striolata är en stekelart som först beskrevs av Thomson 1895.  Symphanes striolata ingår i släktet Symphanes och familjen bracksteklar. Arten är reproducerande i Sverige. Inga underarter finns listade i Catalogue of Life.